# Auchy-au-Bois
Auchy-au-Bois est une commune française située dans le département du Pas-de-Calais en région Hauts-de-France. Ses habitants sont appelés les Alciaquois.
La commune fait partie de la communauté d'agglomération de Béthune-Bruay, Artois-Lys Romane qui regroupe 100 communes et compte 275 327 habitants en 2021.

## Géographie

### Localisation
Localisée dans le centre-est du département du Pas-de-Calais, Auchy-au-Bois est une commune située, à vol d'oiseau, à 8 km à l'ouest de la commune de Lillers et à 19 km à l'ouest de la commune de Béthune(chef-lieu d'arrondissement).
Le territoire de la commune est limitrophe de ceux de neuf communes.
Les communes limitrophes sont Rely, Nédon, Lières, Ligny-lès-Aire, Nédonchel, Saint-Hilaire-Cottes, Westrehem, Ames et Amettes.

### Géologie et relief
La superficie de la commune est de 4,27 km2 ; son altitude varie de 61  à   110 mètres.

### Hydrographie
Le territoire de la commune est situé dans le bassin Artois-Picardie.
La commune est drainée par le Ravin de la Méroise, un cours d'eau naturel non navigable de 9,32 km, qui prend sa source dans la commune de Febvin-Palfart et se jette dans la Nave au niveau de la commune de LespessesAuchy-au-Bois.

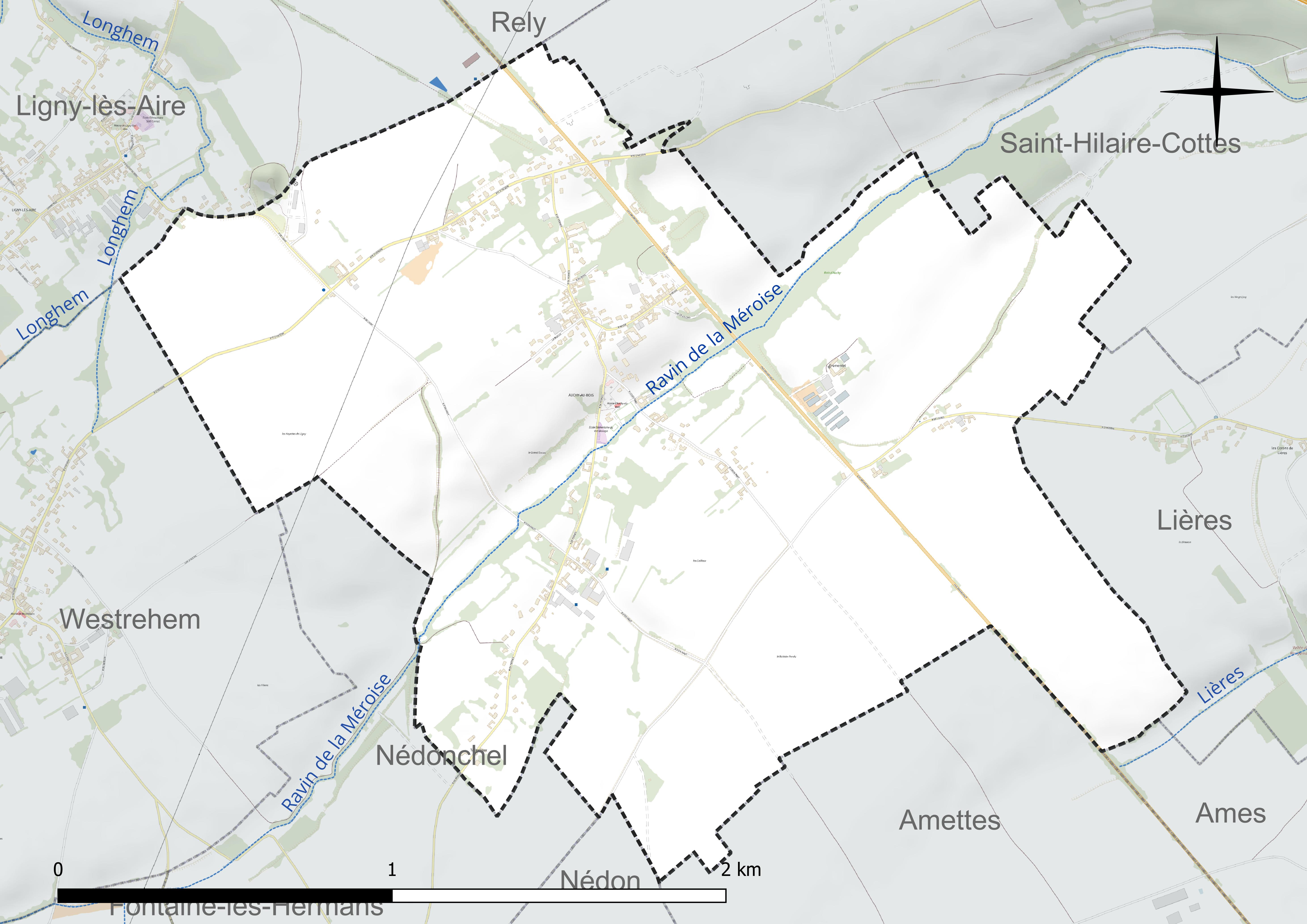
Réseau hydrographique d'Auchy-au-Bois.

### Climat
Pour des articles plus généraux, voir Climat des Hauts-de-France et Climat du Pas-de-Calais.
En 2010, le climat de la commune est de type climat océanique franc, selon une étude du CNRS s'appuyant sur une série de données couvrant la période 1971-2000. En 2020, Météo-France publie une typologie des climats de la France métropolitaine dans laquelle la commune est exposée à un climat océanique et est dans la région climatique Côtes de la Manche orientale, caractérisée par un faible ensoleillement (1 550 h/an) ; forte humidité de l’air (plus de 20 h/jour avec humidité relative > 80 % en hiver), vents forts fréquents.
Pour la période 1971-2000, la température annuelle moyenne est de 10,3 °C, avec une amplitude thermique annuelle de 13,4 °C. Le cumul annuel moyen de précipitations est de 871 mm, avec 12,8 jours de précipitations en janvier et 9 jours en juillet. Pour la période 1991-2020, la température moyenne annuelle observée sur la station météorologique la plus proche, située sur la commune de Fiefs à 6 km à vol d'oiseau, est de 10,4 °C et le cumul annuel moyen de précipitations est de 1 070,6 mm,. Pour l'avenir, les paramètres climatiques de la commune estimés pour 2050 selon différents scénarios d'émission de gaz à effet de serre sont consultables sur un site dédié publié par Météo-France en novembre 2022.

## Urbanisme

### Typologie
Au 1er janvier 2024, Auchy-au-Bois est catégorisée commune rurale à habitat dispersé, selon la nouvelle grille communale de densité à sept niveaux définie par l'Insee en 2022.
Elle est située hors unité urbaine. Par ailleurs la commune fait partie de l'aire d'attraction d'Auchel - Lillers, dont elle est une commune de la couronne,. Cette aire, qui regroupe 29 communes, est catégorisée dans les aires de 50 000 à moins de 200 000 habitants,.

### Occupation des sols
L'occupation des sols de la commune, telle qu'elle ressort de la base de données européenne d’occupation biophysique des sols Corine Land Cover (CLC), est marquée par l'importance des territoires agricoles (85,9 % en 2018), en diminution par rapport à 1990 (91,4 %). La répartition détaillée en 2018 est la suivante : 
terres arables (63,4 %), prairies (22,5 %), zones urbanisées (14,1 %). L'évolution de l’occupation des sols de la commune et de ses infrastructures peut être observée sur les différentes représentations cartographiques du territoire : la carte de Cassini (XVIIIe siècle), la carte d'état-major (1820-1866) et les cartes ou photos aériennes de l'IGN pour la période actuelle (1950 à aujourd'hui).

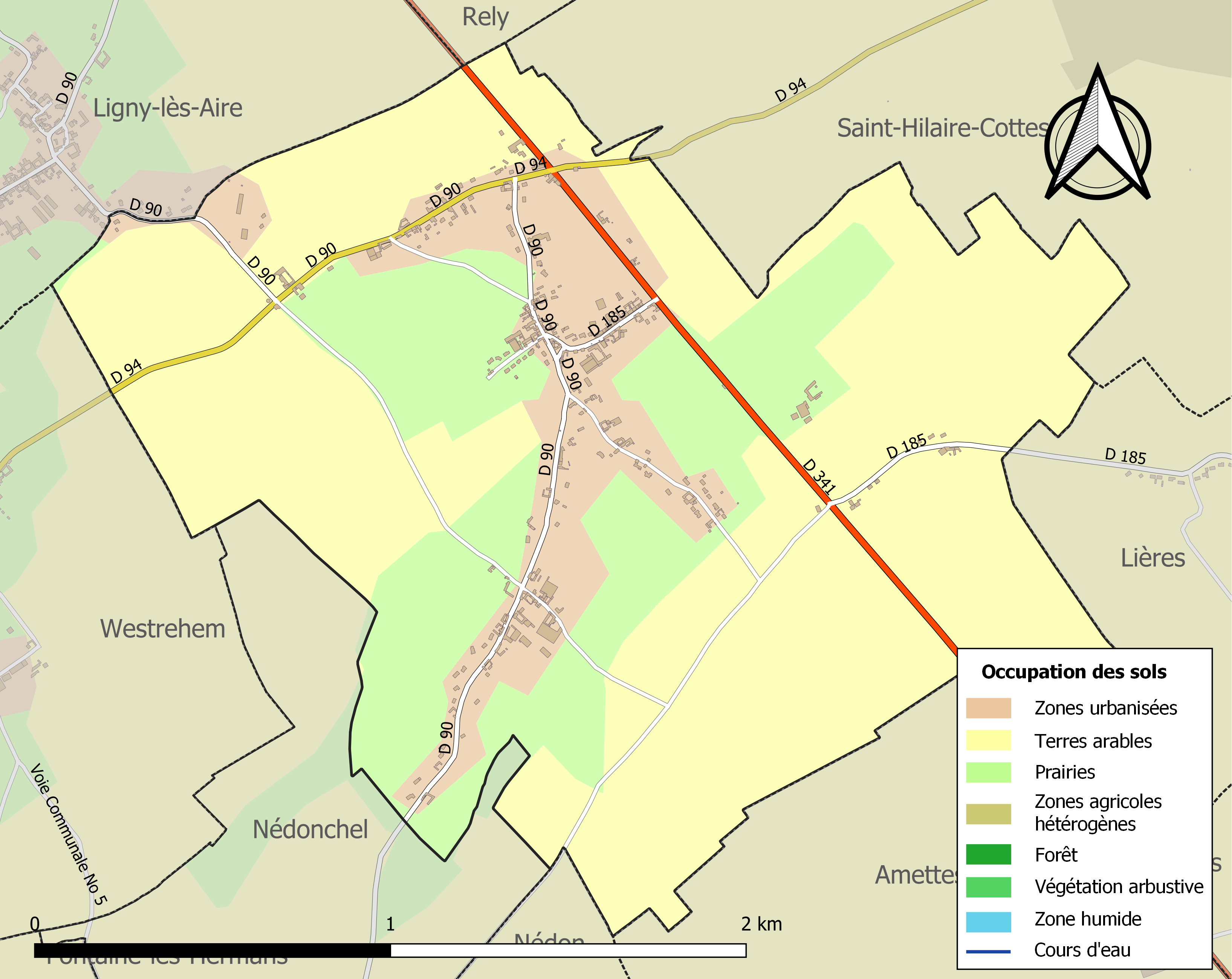
Carte des infrastructures et de l'occupation des sols de la commune en 2018 (CLC).

## Toponymie
Le nom de la localité est attesté sous les formes « In comitatu Tardanensi villa Auciacus sita super fluvium Willula » (877) ; Auchiacum super Vellulam (1058) ; Auci (1199) ; Auchi in Bosco (1254) ; Auchi ou Bos (1266) ; Auchy-delès-Auchel (XIVe siècle) ; Auschi in Bosco (xve siècle) ; Auchy in Busco (vers 1512) ; Haussy au Bois (1528) ; Auxi au Bois (1559).
Les agriculteurs du néolithique avaient donné un nom à chacun de leurs bois, à chacune de leur rivière.

## Histoire
La seigneurie releva des Mailly, (maison de Mailly), des comtes de Hornes, des Lens d'Annequin.
En novembre-décembre 1471, sont données à Saint-Omer des lettres d'anoblissement, moyennant finances de 36 livres, pour Jehannet Le Merchier, fils de Jean dit le Gambe, habitant Auchy-au-Bois. Ces lettres lui sont accordées pour ses vertus et bonnes mœurs et pour les services que son père a rendus au duc (duc de Bourgogne) Philippe (Philippe II de Bourgogne ou Philippe le Bon) en l'état d'archer et ledit Jehannet en l'état d'homme d'armes.
En juin 1873, à la Fosse 2 à Auchy-au-Bois, sept mineurs sont tués après un coup de grisou.

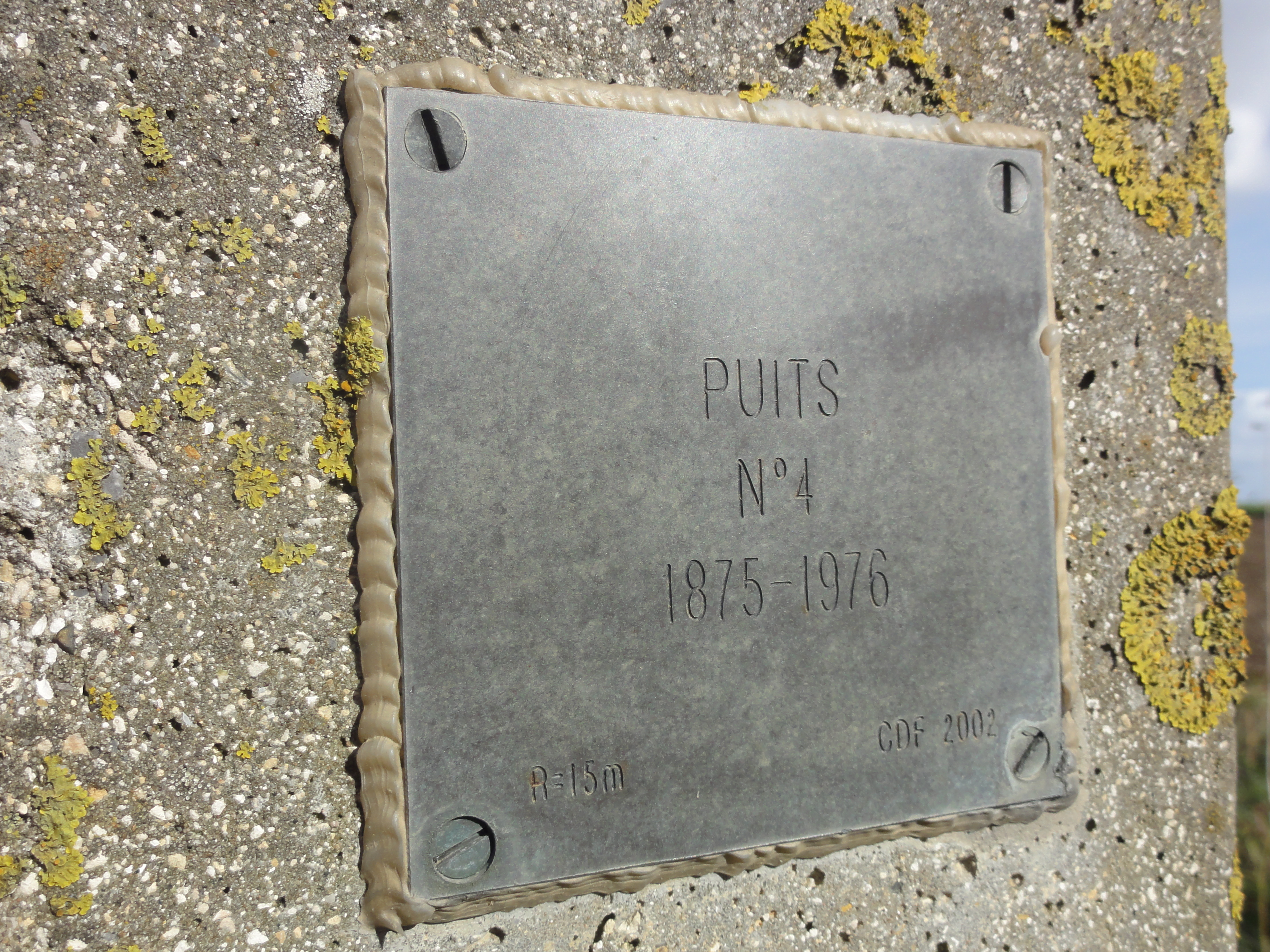
L'avaleresse no 4.
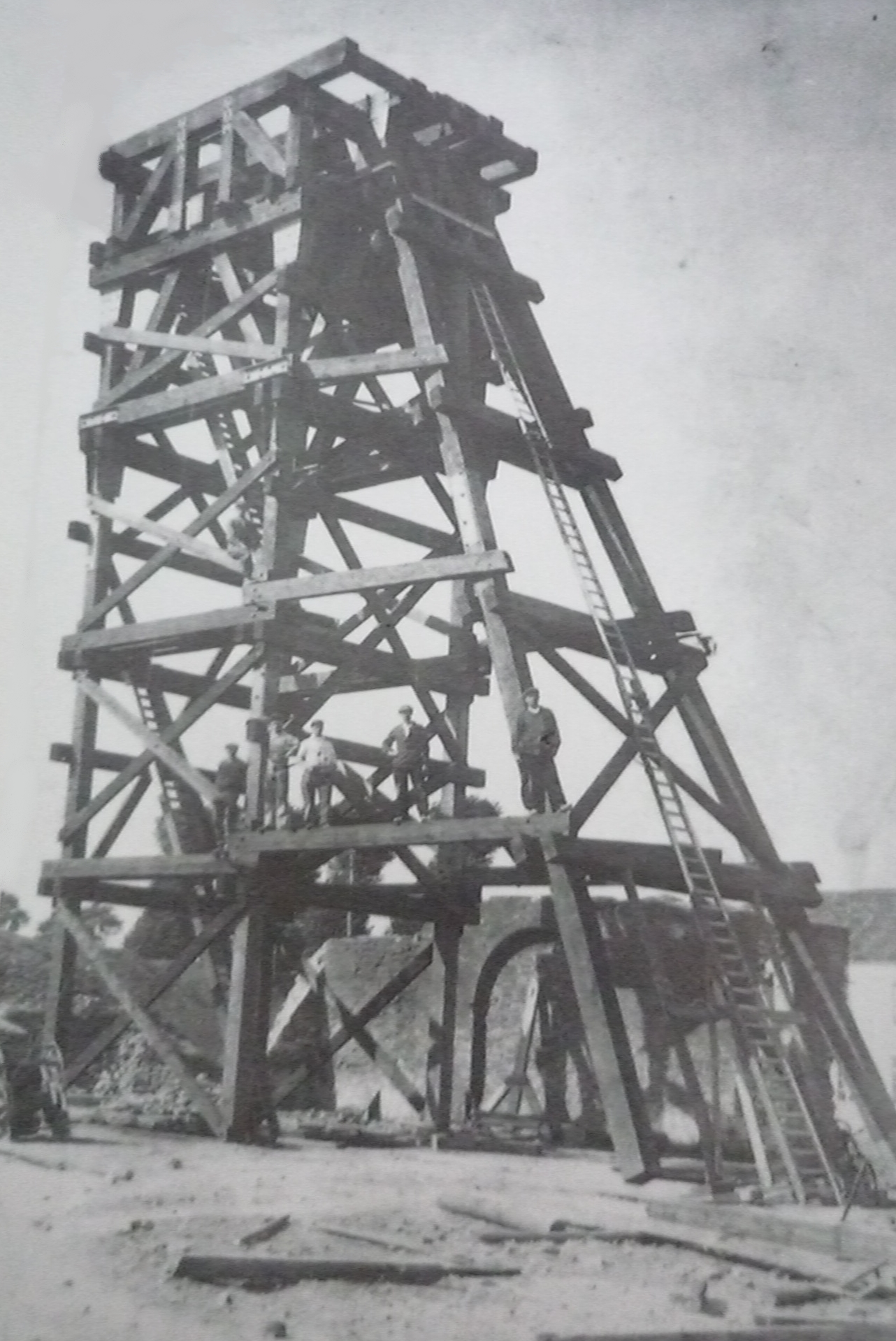
La Fosse n° 3 de la Compagnie des mines d'Auchy-au-Bois.
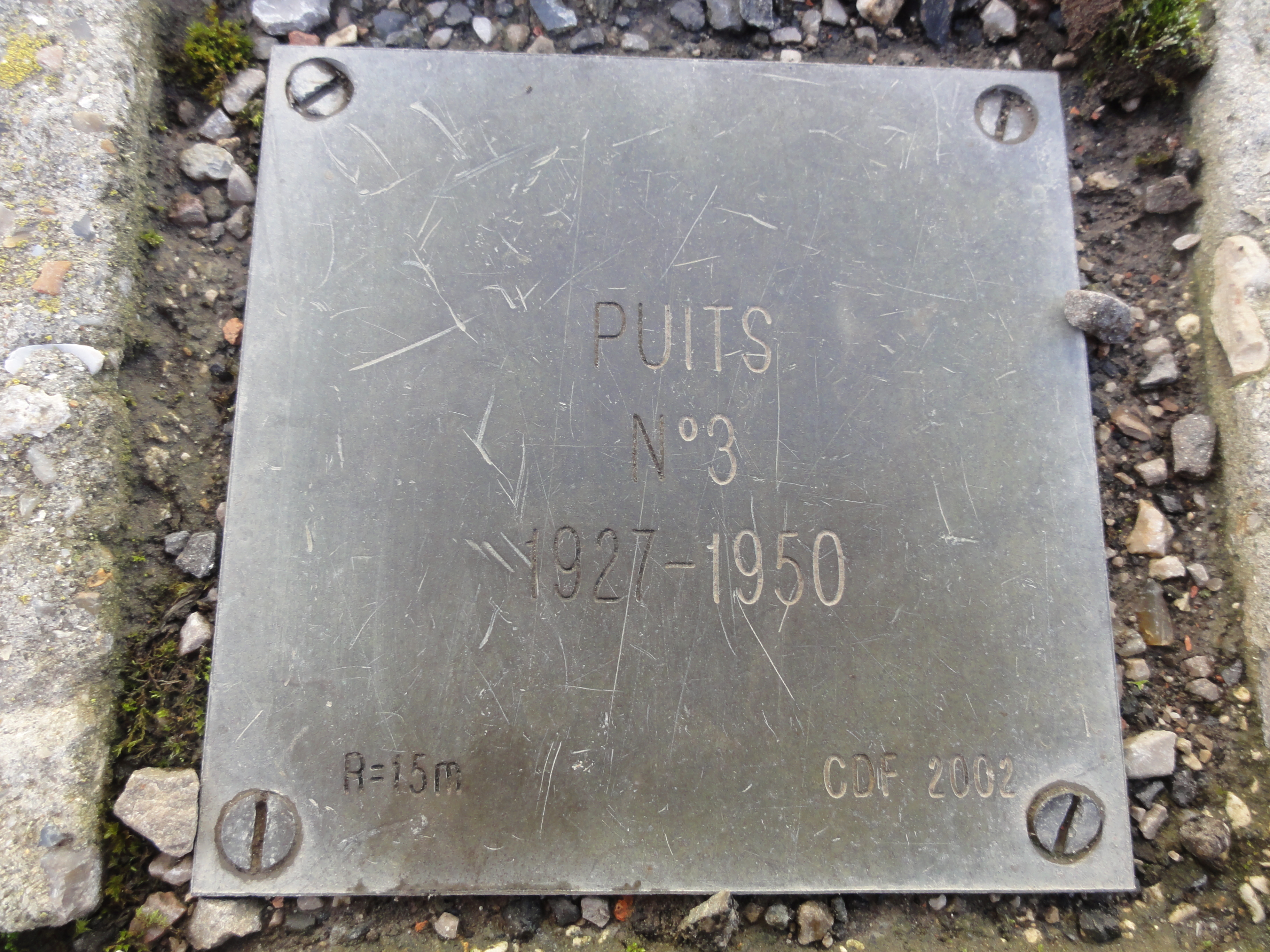
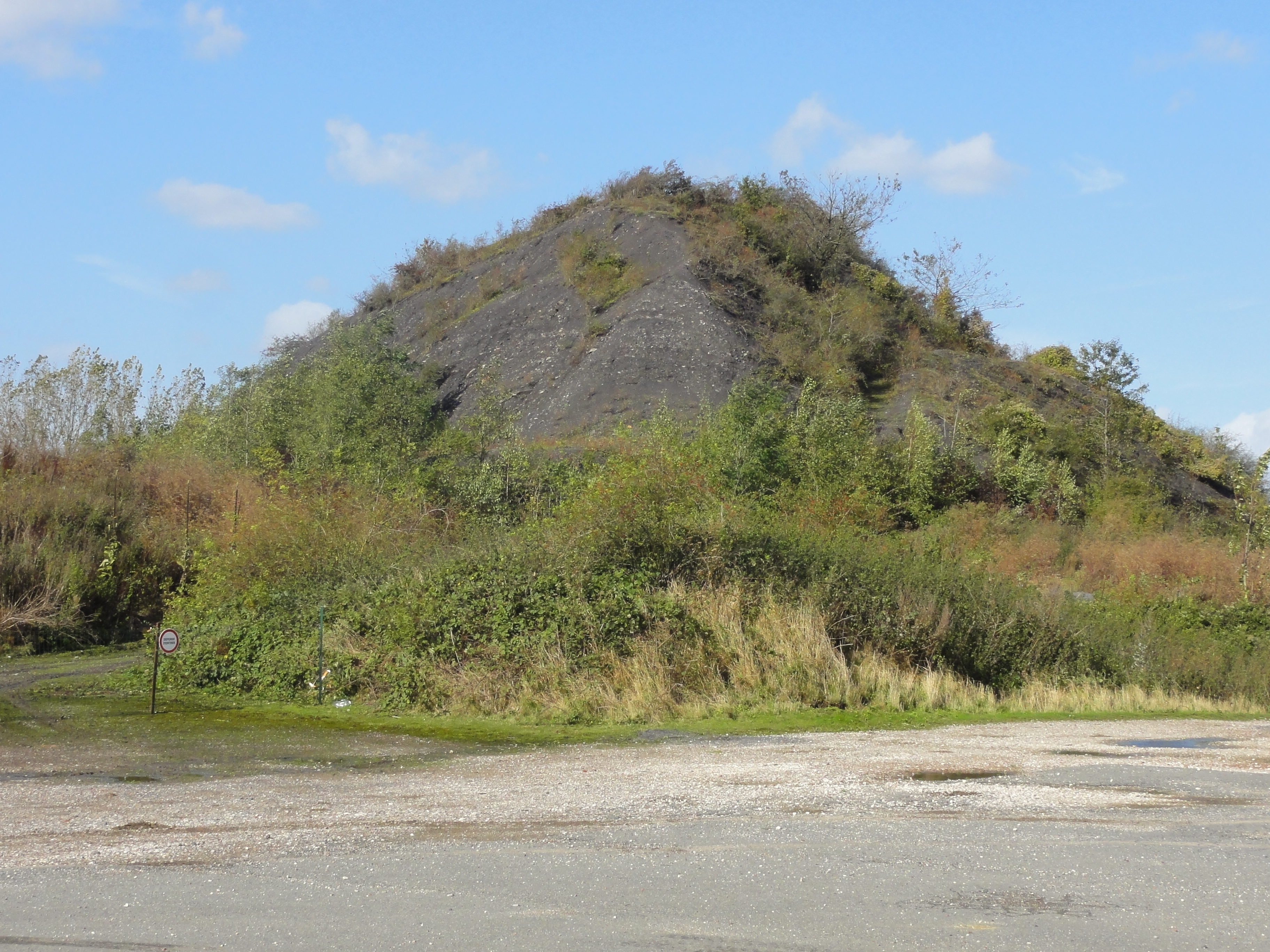
Le terril no 34 dit 3 de Ligny.

## Politique et administration

### Découpage territorial
La commune se trouve dans l'arrondissement de Béthune du département du Pas-de-Calais.

#### Commune et intercommunalités
La commune est membre de la communauté d'agglomération de Béthune-Bruay, Artois-Lys Romane.

#### Circonscriptions administratives
La commune est rattachée au canton de Lillers.

#### Circonscriptions électorales
Pour l'élection des députés, la commune fait partie de la huitième circonscription du Pas-de-Calais.

### Élections municipales et communautaires

#### Liste des maires
| Période                                  | Période                   | Identité               | Étiquette | Qualité                                                  |
| ---------------------------------------- | ------------------------- | ---------------------- | --------- | -------------------------------------------------------- |
| Les données manquantes sont à compléter. |                           |                        |           |                                                          |
| avant 1988                               | ?                         | Paul Miennée           |           |                                                          |
| mars 2001                                | janvier 2019              | Claudine Vincent       |           |                                                          |
| début 2019                               | En cours (au 30 mai 2020) | Jean-François Delplace |           | Technicien Réélu le 23 mai 2020 pour le mandat 2020-2026 |

## Équipements et services publics

### Justice, sécurité, secours et défense
La commune dépend du tribunal judiciaire de Béthune, du conseil de prud'hommes de Béthune, de la cour d'appel de Douai, du tribunal de commerce d'Arras, du tribunal administratif de Lille, de la cour administrative d'appel de Douai et du tribunal pour enfants de Béthune.

## Population et société

### Démographie
Les habitants de la commune sont appelés les Alciaquois.

#### Évolution démographique
L'évolution du nombre d'habitants est connue à travers les recensements de la population effectués dans la commune depuis 1793. Pour les communes de moins de 10 000 habitants, une enquête de recensement portant sur toute la population est réalisée tous les cinq ans, les populations de référence des années intermédiaires étant quant à elles estimées par interpolation ou extrapolation. Pour la commune, le premier recensement exhaustif entrant dans le cadre du nouveau dispositif a été réalisé en 2004.

En 2022, la commune comptait 549 habitants, en évolution de +11,81 % par rapport à 2016 (Pas-de-Calais : −0,72 %, France hors Mayotte : +2,11 %).
| 1793 | 1800 | 1806 | 1821 | 1831 | 1836 | 1841 | 1846 | 1851 |
| ---- | ---- | ---- | ---- | ---- | ---- | ---- | ---- | ---- |
| 131  | 189  | 207  | 253  | 245  | 263  | 295  | 305  | 276  |

| 1856 | 1861 | 1866 | 1872 | 1876 | 1881 | 1886 | 1891 | 1896 |
| ---- | ---- | ---- | ---- | ---- | ---- | ---- | ---- | ---- |
| 295  | 318  | 498  | 541  | 619  | 526  | 511  | 401  | 387  |

| 1901 | 1906 | 1911 | 1921 | 1926 | 1931 | 1936 | 1946 | 1954 |
| ---- | ---- | ---- | ---- | ---- | ---- | ---- | ---- | ---- |
| 388  | 380  | 364  | 400  | 430  | 443  | 431  | 455  | 457  |

| 1962 | 1968 | 1975 | 1982 | 1990 | 1999 | 2004 | 2006 | 2009 |
| ---- | ---- | ---- | ---- | ---- | ---- | ---- | ---- | ---- |
| 480  | 470  | 481  | 424  | 387  | 414  | 399  | 420  | 460  |

| 2014 | 2019 | 2022 | - | - | - | - | - | - |
| ---- | ---- | ---- | - | - | - | - | - | - |
| 470  | 530  | 549  | - | - | - | - | - | - |

#### Pyramide des âges
La population de la commune est relativement jeune.
En 2018, le taux de personnes d'un âge inférieur à 30 ans s'élève à 38,3 %, soit au-dessus de la moyenne départementale (36,7 %). À l'inverse, le taux de personnes d'âge supérieur à 60 ans est de 24,4 % la même année, alors qu'il est de 24,9 % au niveau départemental.
En 2018, la commune comptait 242 hommes pour 275 femmes, soit un taux de 53,19 % de femmes, légèrement supérieur au taux départemental (51,5 %).
Les pyramides des âges de la commune et du département s'établissent comme suit.
| Hommes | Classe d’âge | Femmes |
| ------ | ------------ | ------ |
| 0,0    | 90 ou +      | 0,4    |
| 8,5    | 75-89 ans    | 11,7   |
| 12,9   | 60-74 ans    | 14,9   |
| 18,5   | 45-59 ans    | 14,2   |
| 21,8   | 30-44 ans    | 20,6   |
| 14,1   | 15-29 ans    | 14,5   |
| 24,2   | 0-14 ans     | 23,8   |

| Hommes | Classe d’âge | Femmes |
| ------ | ------------ | ------ |
| 0,5    | 90 ou +      | 1,6    |
| 5,6    | 75-89 ans    | 8,9    |
| 16,7   | 60-74 ans    | 18,1   |
| 20,2   | 45-59 ans    | 19,2   |
| 18,9   | 30-44 ans    | 18,1   |
| 18,2   | 15-29 ans    | 16,2   |
| 19,9   | 0-14 ans     | 17,9   |

## Économie

### Revenus de la population et fiscalité
En 2019, dans la commune, il y a 313 ménages fiscaux qui comprennent 558 personnes pour un revenu médian disponible par unité de consommation de 21 010 euros, soit légèrement inférieur au revenu médian de la France métropolitaine qui est de 21 930 euros,.

## Culture locale et patrimoine

### Lieux et monuments
- Le château de Fromentel : tours médiévales.
- L'église Saint-Gilles de style gothique (1669), remaniée XIXe, voûtes refaites en 1931 ; cloche 1563.
- Le monument aux morts[32].

### Personnalités liées à la commune
- Ludovic-Joseph Breton, né à Hénin-Liétard en 1844, ingénieur civil des mines, ingénieur-directeur de la compagnie des mines de Ligny Auchy-au-Bois de 1872 à 1879, établit l'étude stratigraphique du terrain houiller d'Auchy-au-Bois[33]. Il devint ensuite directeur des travaux du chemin de fer sous-marin entre la France et l'Angleterre (1879-1883), propriétaire-directeur des mines d'Hardinghen à partir de 1888, président de la société géologique du Nord en 1890.

### Héraldique
| Armes d'Auchy-au-Bois | Les armes d'Auchy-au-Bois se blasonnent ainsi : Ecartelé :au 1) et 4) d’or aux trois huchets de gueules enguichés et virolés d’argent, au 2) et 3) de gueules à l’arbre d’or. |

## Pour approfondir

#### Bases de données, dictionnaires et encyclopédies
- Ressources relatives à la géographie :   - Insee (communes)
  - Ldh/EHESS/Cassini
- Ressource relative à plusieurs domaines :   - Annuaire du service public français
- Notices d'autorité :   - BnF (données)